# 케르체르스역
케르체르스역(독일어: Bahnhof Kerzers)은 스위스 프리부르주에 있는 케르체르스 지자체에 있는 기차역이다. BLS AG의 표준궤 베른-뇌샤텔선과 스위스 연방 철도의 표준궤 팔레지유-리스선이 만나는 지점에 있다.

## 운행편
다음 서비스는 케르체르스에서 정차한다.
- 인터레기오 : 라쇼드퐁과 베른 사이를 매시간 운행.
- 레기오 : 리스까지 매시간 운행.
- 베른 S-반 :
  - S5: 베른과 뇌샤텔 또는 무르텐/모라 사이의 시간별 서비스 러시아워 열차는 무르텐/모라에서 파예른까지
  - S52: 베른까지 매시간 운행 저녁 기차는 케르체르스에서 인스까지
- RER 보 S9 : 로잔까지 매시간 운행.